# Condado de Seminole (Oklahoma)
El condado de Seminole (en inglés: Seminole County), fundado en 1907 y que recibe su nombre de los indios semínolas, es un condado del estado estadounidense de Oklahoma. En el año 2020 tenía una población de 23.556 habitantes con una densidad de población de 37 personas por km². Su capital es Wewoka.

## Geografía
Según la oficina del censo el condado tiene una superficie total de 1660 km² (640,9 mi²), de los que 1639 km² (632,8 mi²) son tierra y 21 km² (8,1 mi²) (1,26%) son agua.

### Condados adyacentes
- Condado de Okfuskee - noreste
- Condado de Hughes - este
- Condado de Pontotoc - sur
- Condado de Pottawatomie - oeste y norte

## Demografía
Según el censo del 2000 la renta per cápita media de los habitantes del condado era de 25.568 dólares y el ingreso medio de una familia era de 30.791 dólares. En el año 2000 los hombres tenían unos ingresos anuales 25.954 dólares frente a los 18.285 dólares que percibían las mujeres. El ingreso por habitante era de 15.728 dólares y alrededor de un 20,80% de la población estaba bajo el umbral de pobreza nacional.

## Ciudades y pueblos
- Bowlegs
- Cromwell
- Konawa
- Lima
- Maud
- Sasakwa
- Seminole
- Wewoka